# 72 Hours
72 Hours é un film statunitense del 2024 diretto da Christian Sesma.

## Trama
Due fratelli, uno é agente dell'FBI e l'altro é un riciclatore di denaro sporco, mettono da parte le loro divergenze per unire le loro forze per salvare la famiglia, intraprendendo un'estrazione pericolosa nel territorio di un boss della droga.